# Campeonato Ecuatoriano de Fútbol Serie A 2017
El Campeonato Ecuatoriano de Fútbol 2017, cuyo nombre comercial fue «Copa Banco del Pacífico 2017» fue la quincuagésima novena (59.ª) edición de la Serie A del fútbol profesional ecuatoriano. El torneo fue organizado por la Federación Ecuatoriana de Fútbol y consistió en un sistema de 3 etapas. La primera y segunda etapa se desarrollaron con un sistema de todos contra todos, mientras que la tercera etapa consistió en la final del torneo en partidos de ida y vuelta que la jugaron los ganadores de las etapas anteriores. Se otorgaron cuatro cupos para la Copa Libertadores 2018 y cuatro para la Copa Sudamericana 2018. En esta ocasión el torneo celebró 60 años de historia.
El Club Sport Emelec logró coronarse por décima cuarta vez en su historia tras ganar la final a Delfín Sporting Club, los eléctricos ganaron la ida en Guayaquil por 4 - 2 y el partido de vuelta en Manta con un marcador de 0 - 2.

## Sistema de juego
El Campeonato Nacional 2017 estuvo compuesto de 3 etapas, se jugó con la misma modalidad del 2016.
El Campeonato Nacional de Fútbol Serie A 2017, según lo establecido, fue jugado por 12 equipos que se disputaron el título en tres etapas. En total se jugaron 44 fechas que iniciaron en enero.
La primera etapa del campeonato consistió de 22 jornadas. La modalidad fue de todos contra todos; el equipo que terminase primero clasificaría a la final de campeonato. 
La segunda etapa fue totalmente igual a la primera; el equipo que terminase primero clasificaría a la final de campeonato.
La tercera etapa sirvió para proclamar el «campeón nacional» y consistió en dos partidos en donde se disputó el campeonato en partidos de ida y vuelta entre los equipos que hubieran logrado el primer lugar en las etapas primera y segunda del campeonato. En caso de que un mismo equipo fuera el ganador de las dos primeras etapas automáticamente sería el campeón.
Asimismo para la clasificación para los torneos internacionales fue de la siguiente manera: para la Copa Conmebol Libertadores 2018 clasificaron el campeón como Ecuador 1, el equipo ubicado en segundo lugar de la tabla acumulada como Ecuador 2 (subcampeón en caso de haber final), el tercero de la tabla acumulada como Ecuador 3 y el cuarto de la tabla acumulada como Ecuador 4. Para la Copa Conmebol Sudamericana 2018 clasifican: el quinto de la tabla acumulada como Ecuador 1, el sexto de la tabla acumulada como Ecuador 2, el séptimo de la tabla acumulada como Ecuador 3, en el caso de Ecuador 4 lo definieron en partido de ida y vuelta el octavo de la tabla acumulada contra el campeón de la Serie B.
Debido a los cambios implementados por la Conmebol para los torneos internacionales en el 2017, ningún equipo podrá jugar los dos torneos al mismo tiempo, por eso la premiación a dichos torneos varía un poco respecto a las temporadas anteriores, ya que el campeón de la temporada se clasificaba a los dos torneos.
Los equipos que ocupasen los dos últimos puestos en la tabla acumulada de ambas etapas (44 jornadas) perderían la categoría y jugarían en la Serie B en el 2018.

## Relevo anual de clubes
| Pos | Ascendidos de la Serie B |
| --- | ------------------------ |
| 1.º | Macará                   |
| 2.º | Clan Juvenil             |

| Pos  | Descendidos de la Serie A |
| ---- | ------------------------- |
| 11.º | Aucas                     |
| 12.º | Mushuc Runa               |

## Equipos participantes
| Nombre del club                       | Ciudad    | Entrenador            | Estadio                                    | Capacidad | Marca           | Patrocinador                                     |
| ------------------------------------- | --------- | --------------------- | ------------------------------------------ | --------- | --------------- | ------------------------------------------------ |
| Barcelona Sporting Club               | Guayaquil | Guillermo Almada      | Monumental Banco Pichincha                 | 57 267    | Marathon Sports | Cerveza Pilsener                                 |
| Club Deportivo Clan Juvenil           | Sangolquí | Julio Asad            | General Rumiñahui                          | 7233      | Aurik           | Juan Cevallos Accesorios Petroleros Carli Snacks |
| Delfín Sporting Club                  | Manta     | Guillermo Sanguinetti | Jocay                                      | 18 125    | Spyro           | Frescodegfer La Esquina de Ales                  |
| Club Deportivo Cuenca                 | Cuenca    | Gabriel Schürrer      | Alejandro Serrano Aguilar Banco del Austro | 16 500    | Joma            | Chubb Seguros                                    |
| Club Deportivo El Nacional            | Quito     | Eduardo Favaro        | Olímpico Atahualpa                         | 35 258    | Lotto           | ANDEC                                            |
| Club Sport Emelec                     | Guayaquil | Alfredo Arias         | Arena Banco del Pacífico                   | 38 000    | Adidas          | Cerveza Pilsener                                 |
| Fuerza Amarilla Sporting Club         | Machala   | Alcides de Oliveira   | 9 de Mayo                                  | 16 456    | Boman           | Sin patrocinador                                 |
| Guayaquil City Fútbol Club            | Guayaquil | Pool Gavilánez        | Christian Benítez Betancourt               | 10 000    | Astro           | DirecTV                                          |
| Club Independiente del Valle          | Sangolquí | Alexis Mendoza        | General Rumiñahui                          | 7233      | Marathon Sports | Chevrolet DirecTV                                |
| Liga Deportiva Universitaria de Quito | Quito     | Pablo Repetto         | Rodrigo Paz Delgado                        | 45 575    | Umbro           | Chevrolet                                        |
| Club Deportivo Macará                 | Ambato    | Paúl Vélez            | Bellavista                                 | 16 467    | Boman           | Cooperativa San Francisco Ltda.                  |
| Club Deportivo Universidad Católica   | Quito     | Santiago Escobar      | Olímpico Atahualpa                         | 35 258    | Astro           | Discover Card                                    |

## Equipos por ubicación geográfica
| Provincia  | N.º | Equipos                                                                                       |
| ---------- | --- | --------------------------------------------------------------------------------------------- |
| Pichincha  | 5   | - Liga de Quito - El Nacional - Universidad Católica - Independiente del Valle - Clan Juvenil |
| Guayas     | 3   | - Barcelona - Emelec - Guayaquil City                                                         |
| Azuay      | 1   | - Deportivo Cuenca                                                                            |
| El Oro     | 1   | - Fuerza Amarilla                                                                             |
| Manabí     | 1   | - Delfín                                                                                      |
| Tungurahua | 1   | - Macará                                                                                      |

| Delfín Independiente del Valle Clan Juvenil Fuerza Amarilla Barcelona Emelec Guayaquil City Universidad Católica Liga de Quito El Nacional Deportivo Cuenca Macará |

## Cambio de entrenadores

### Primera etapa
| Equipo          | Pos. | Entrenador Saliente | Último partido                      | Fecha | Entrenador Sucesor | Fecha debut | Ref           |
| --------------- | ---- | ------------------- | ----------------------------------- | ----- | ------------------ | ----------- | ------------- |
| Fuerza Amarilla | 6    | Ángel Gracia        | Fuerza Amarilla 1 : 1 Clan Juvenil  | 4.°   | Marcelo Fleitas    | 6.°         | [ 9 ] [ 10 ]  |
| Clan Juvenil    | 10   | Juan Carlos Garay   | Deportivo Cuenca 2 : 0 Clan Juvenil | 6.°   | Carlos Sevilla     | 7.°         | [ 11 ] [ 12 ] |
| River Ecuador   | 12   | Ángel Gómez         | Clan Juvenil 2 : 1 River Ecuador    | 8.°   | Gabriel Perrone    | 9.°         | [ 13 ] [ 14 ] |
| Clan Juvenil    | 12   | Carlos Sevilla      | El Nacional 3 : 1 Clan Juvenil      | 16.°  | Julio Asad         | 17.°        | [ 15 ] [ 16 ] |
| Liga de Quito   | 11   | Gustavo Munúa       | Delfín 4 : 1 Liga de Quito          | 21.°  | Pablo Repetto      | 1.°         | [ 17 ] [ 18 ] |

### Segunda etapa
| Equipo               | Pos. | Entrenador Saliente | Último partido                                     | Fecha | Entrenador Sucesor  | Fecha debut | Ref           |
| -------------------- | ---- | ------------------- | -------------------------------------------------- | ----- | ------------------- | ----------- | ------------- |
| Fuerza Amarilla      | 9    | Marcelo Fleitas     | Fuerza Amarilla 1 : 2 Delfín                       | 1.°   | Reinaldo Merlo      | 3.°         | [ 19 ] [ 20 ] |
| Universidad Católica | 12   | Jorge Célico        | Universidad Católica 0 : 3 Independiente del Valle | 1.°   | Gustavo Díaz        | 3.°         | [ 21 ] [ 22 ] |
| Fuerza Amarilla      | 12   | Reinaldo Merlo      | Emelec 2 : 0 Fuerza Amarilla                       | 5.°   | Alcides de Oliveira | 6.°         | [ 23 ]        |
| Universidad Católica | 12   | Gustavo Díaz        | Clan Juvenil 6 : 3 Universidad Católica            | 7.°   | Santiago Escobar    | 18.°        | [ 24 ]        |
| Guayaquil City       | 12   | Gabriel Perrone     | Guayaquil City 0 : 2 Fuerza Amarilla               | 9.°   | Pool Gavilánez      | 10.°        | [ 25 ]        |

## Primera etapa

### Clasificación
| Pos. | Equipo                  | Pts. | PJ | G  | E  | P  | GF | GC | Dif. |  |
| ---- | ----------------------- | ---- | -- | -- | -- | -- | -- | -- | ---- |  |
| 1    | Delfín                  | 47   | 22 | 13 | 8  | 1  | 35 | 14 | +21  |  |
| 2    | Emelec                  | 38   | 22 | 9  | 11 | 2  | 32 | 21 | +11  |  |
| 3    | Independiente del Valle | 37   | 22 | 10 | 7  | 5  | 27 | 19 | +8   |  |
| 4    | Barcelona               | 35   | 22 | 12 | 5  | 5  | 36 | 21 | +15  |  |
| 5    | Macará                  | 33   | 22 | 9  | 6  | 7  | 29 | 30 | −1   |  |
| 6    | Deportivo Cuenca        | 29   | 22 | 7  | 8  | 7  | 24 | 23 | +1   |  |
| 7    | Universidad Católica    | 28   | 22 | 7  | 7  | 8  | 33 | 26 | +7   |  |
| 8    | River Ecuador           | 26   | 22 | 6  | 8  | 8  | 20 | 25 | −5   |  |
| 9    | El Nacional             | 23   | 22 | 5  | 8  | 9  | 27 | 36 | −9   |  |
| 10   | Liga de Quito           | 19   | 22 | 3  | 10 | 9  | 25 | 32 | −7   |  |
| 11   | Fuerza Amarilla         | 16   | 22 | 2  | 10 | 10 | 17 | 31 | −14  |  |
| 12   | Clan Juvenil            | 12   | 22 | 2  | 6  | 14 | 19 | 46 | −27  |  |

 Fuente: FEF
Notas:
1. ↑  Reducción de 6 puntos por disposición de FIFA por deuda mantenida con el club Boca Juniors.[26]

|  | Clasifica a la final de campeonato y a la Copa Libertadores 2018. |

### Evolución de la clasificación
| Equipo                  | 01 | 02 | 03 | 04 | 05 | 06 | 07 | 08 | 09 | 10 | 11 | 12 | 13 | 14 | 15 | 16 | 17 | 18 | 19 | 20 | 21 | 22 |
| ----------------------- | -- | -- | -- | -- | -- | -- | -- | -- | -- | -- | -- | -- | -- | -- | -- | -- | -- | -- | -- | -- | -- | -- |
| Delfín                  | 10 | 3  | 1  | 2  | 1  | 2  | 1  | 1  | 1  | 1  | 1  | 1  | 1  | 1  | 1  | 1  | 1  | 1  | 1  | 1  | 1  | 1  |
| Emelec                  | 2  | 5  | 3  | 5  | 3  | 3  | 4  | 3  | 2  | 2  | 2  | 2  | 3  | 4  | 3  | 3  | 3  | 4  | 4  | 4  | 3  | 2  |
| Independiente del Valle | 12 | 4  | 8  | 1  | 4  | 4  | 2  | 4  | 4  | 4  | 3  | 3  | 2  | 2  | 2  | 2  | 2  | 2  | 2  | 2  | 4  | 3  |
| Barcelona               | 3  | 6  | 6  | 7  | 5  | 5  | 5  | 7  | 5  | 6  | 6  | 5  | 6  | 3  | 4  | 4  | 4  | 3  | 3  | 3  | 2  | 4  |
| Macará                  | 8  | 7  | 4  | 4  | 6  | 7  | 7  | 6  | 7  | 5  | 5  | 6  | 5  | 5  | 6  | 6  | 6  | 6  | 6  | 5  | 5  | 5  |
| Deportivo Cuenca        | 4  | 9  | 7  | 8  | 7  | 6  | 6  | 5  | 6  | 7  | 7  | 7  | 7  | 6  | 5  | 5  | 5  | 5  | 5  | 6  | 6  | 6  |
| Universidad Católica    | 1  | 1  | 2  | 3  | 2  | 1  | 3  | 2  | 3  | 3  | 4  | 4  | 4  | 7  | 7  | 7  | 8  | 8  | 8  | 7  | 7  | 7  |
| River Ecuador           | 9  | 8  | 10 | 10 | 11 | 11 | 11 | 12 | 10 | 9  | 8  | 8  | 8  | 8  | 8  | 8  | 7  | 7  | 7  | 8  | 8  | 8  |
| El Nacional             | 11 | 12 | 12 | 12 | 12 | 12 | 10 | 11 | 11 | 11 | 11 | 10 | 10 | 10 | 11 | 9  | 9  | 9  | 9  | 9  | 9  | 9  |
| Liga de Quito           | 5  | 10 | 9  | 9  | 8  | 8  | 9  | 9  | 9  | 10 | 9  | 9  | 9  | 11 | 10 | 11 | 11 | 11 | 11 | 11 | 11 | 10 |
| Fuerza Amarilla         | 7  | 2  | 5  | 6  | 9  | 9  | 8  | 8  | 8  | 8  | 10 | 11 | 11 | 9  | 9  | 10 | 10 | 10 | 10 | 10 | 10 | 11 |
| Clan Juvenil            | 6  | 11 | 11 | 11 | 10 | 10 | 12 | 10 | 12 | 12 | 12 | 12 | 12 | 12 | 12 | 12 | 12 | 12 | 12 | 12 | 12 | 12 |

### Resultados
| Clan Juvenil     | 0 - 0 Archivado el 5 de febrero de 2017 en Wayback Machine. | Liga de Quito           | General Rumiñahui         | 29 de enero | 11:30 | Gama TV |
| Deportivo Cuenca | 1 - 1 Archivado el 5 de febrero de 2017 en Wayback Machine. | Barcelona               | Alejandro Serrano Aguilar | 29 de enero | 11:30 |         |
| Macará           | 0 - 0 Archivado el 5 de febrero de 2017 en Wayback Machine. | Fuerza Amarilla         | Bellavista                | 29 de enero | 12:00 |         |
| Delfín           | 0 - 0 Archivado el 5 de febrero de 2017 en Wayback Machine. | River Ecuador           | Jocay                     | 29 de enero | 15:00 |         |
| Emelec           | 2 - 2 Archivado el 5 de febrero de 2017 en Wayback Machine. | Universidad Católica    | Alberto Spencer           | 29 de enero | 17:00 | Gama TV |
| El Nacional      | 0 - 2 Archivado el 3 de marzo de 2017 en Wayback Machine.   | Independiente del Valle | Gonzalo Pozo Ripalda      | 1 de marzo  | 19:00 |         |

| Universidad Católica    | 5 - 1 Archivado el 5 de febrero de 2017 en Wayback Machine.  | Clan Juvenil     | Olímpico Atahualpa         | 4 de febrero | 12:00 |         |
| Fuerza Amarilla         | 3 - 0 Archivado el 11 de febrero de 2017 en Wayback Machine. | El Nacional      | 9 de Mayo                  | 4 de febrero | 16:00 |         |
| River Ecuador           | 0 - 0 Archivado el 12 de febrero de 2017 en Wayback Machine. | Emelec           | Christian Benítez          | 4 de febrero | 18:00 |         |
| Liga de Quito           | 0 - 2 Archivado el 11 de febrero de 2017 en Wayback Machine. | Delfín           | Casa Blanca                | 5 de febrero | 11:30 | Gama TV |
| Independiente del Valle | 1 - 0 Archivado el 11 de febrero de 2017 en Wayback Machine. | Deportivo Cuenca | General Rumiñahui          | 5 de febrero | 16:00 |         |
| Barcelona               | 1 - 1 Archivado el 11 de febrero de 2017 en Wayback Machine. | Macará           | Monumental Banco Pichincha | 6 de febrero | 12:00 | Gama TV |

| El Nacional      | 1 - 1 Archivado el 11 de febrero de 2017 en Wayback Machine. | Universidad Católica    | Gonzalo Pozo Ripalda      | 10 de febrero | 19:00 |         |
| Deportivo Cuenca | 1 - 0 Archivado el 13 de febrero de 2017 en Wayback Machine. | Fuerza Amarilla         | Alejandro Serrano Aguilar | 12 de febrero | 11:30 | Gama TV |
| Clan Juvenil     | 0 - 2 Archivado el 13 de febrero de 2017 en Wayback Machine. | Macará                  | General Rumiñahui         | 12 de febrero | 12:00 |         |
| Delfín           | 1 - 0 Archivado el 13 de febrero de 2017 en Wayback Machine. | Barcelona               | Reales Tamarindos         | 12 de febrero | 15:00 |         |
| Emelec           | 2 - 0 Archivado el 13 de febrero de 2017 en Wayback Machine. | Liga de Quito           | Banco del Pacífico        | 12 de febrero | 16:30 | Gama TV |
| River Ecuador    | 0 - 0 Archivado el 14 de febrero de 2017 en Wayback Machine. | Independiente del Valle | Christian Benítez         | 13 de febrero | 20:00 |         |

| Fuerza Amarilla         | 1 - 1 Archivado el 27 de febrero de 2017 en Wayback Machine. | Clan Juvenil     | 9 de Mayo          | 24 de febrero | 14:00 |  |
| Liga de Quito           | 4 - 0 Archivado el 27 de febrero de 2017 en Wayback Machine. | River Ecuador    | Casa Blanca        | 24 de febrero | 19:30 |  |
| Universidad Católica    | 0 - 0 Archivado el 27 de febrero de 2017 en Wayback Machine. | Delfín           | Olímpico Atahualpa | 25 de febrero | 12:00 |  |
| Macará                  | 2 - 2 Archivado el 27 de febrero de 2017 en Wayback Machine. | Deportivo Cuenca | Bellavista         | 25 de febrero | 16:00 |  |
| Barcelona               | 3 - 2 Archivado el 27 de febrero de 2017 en Wayback Machine. | El Nacional      | 9 de Mayo          | 26 de febrero | 16:00 |  |
| Independiente del Valle | 1 - 1 Archivado el 27 de febrero de 2017 en Wayback Machine. | Emelec           | General Rumiñahui  | 26 de febrero | 17:00 |  |

| River Ecuador | 0 - 2 Archivado el 8 de marzo de 2017 en Wayback Machine. | Universidad Católica    | Christian Benítez    | 3 de marzo | 20:00 |  |
| Delfín        | 5 - 1 Archivado el 7 de marzo de 2017 en Wayback Machine. | Fuerza Amarilla         | Jocay                | 4 de marzo | 14:00 |  |
| Clan Juvenil  | 1 - 1 Archivado el 8 de marzo de 2017 en Wayback Machine. | Barcelona               | General Rumiñahui    | 4 de marzo | 16:00 |  |
| Emelec        | 2 - 0 Archivado el 8 de marzo de 2017 en Wayback Machine. | Macará                  | Banco del Pacífico   | 4 de marzo | 16:00 |  |
| El Nacional   | 0 - 0 Archivado el 7 de marzo de 2017 en Wayback Machine. | Deportivo Cuenca        | Gonzalo Pozo Ripalda | 5 de marzo | 11:15 |  |
| Liga de Quito | 1 - 1 Archivado el 8 de marzo de 2017 en Wayback Machine. | Independiente del Valle | Casa Blanca          | 5 de marzo | 11:30 |  |

| Fuerza Amarilla         | 0 - 1 Archivado el 13 de marzo de 2017 en Wayback Machine. | Emelec        | 9 de Mayo                 | 10 de marzo | 16:00 |  |
| Barcelona               | 2 - 0 Archivado el 13 de marzo de 2017 en Wayback Machine. | River Ecuador | Olímpico Atahualpa        | 10 de marzo | 19:15 |  |
| Deportivo Cuenca        | 2 - 0 Archivado el 13 de marzo de 2017 en Wayback Machine. | Clan Juvenil  | Alejandro Serrano Aguilar | 10 de marzo | 20:00 |  |
| Universidad Católica    | 3 - 0 Archivado el 14 de marzo de 2017 en Wayback Machine. | Liga de Quito | Olímpico Atahualpa        | 11 de marzo | 12:00 |  |
| Independiente del Valle | 1 - 1 Archivado el 13 de marzo de 2017 en Wayback Machine. | Delfín        | General Rumiñahui         | 11 de marzo | 17:00 |  |
| Macará                  | 1 - 0 Archivado el 13 de marzo de 2017 en Wayback Machine. | El Nacional   | Bellavista                | 12 de marzo | 12:00 |  |

| River Ecuador        | 1 - 1 Archivado el 20 de marzo de 2017 en Wayback Machine. | Fuerza Amarilla         | Christian Benítez          | 17 de marzo | 15:00 |  |
| Delfín               | 1 - 0 Archivado el 20 de marzo de 2017 en Wayback Machine. | Macará                  | Jocay                      | 17 de marzo | 16:00 |  |
| Universidad Católica | 1 - 3 Archivado el 19 de marzo de 2017 en Wayback Machine. | Independiente del Valle | Olímpico Atahualpa         | 17 de marzo | 19:30 |  |
| Clan Juvenil         | 3 - 4 Archivado el 19 de marzo de 2017 en Wayback Machine. | El Nacional             | General Rumiñahui          | 18 de marzo | 15:30 |  |
| Emelec               | 2 - 1 Archivado el 1 de abril de 2017 en Wayback Machine.  | Deportivo Cuenca        | Banco del Pacífico         | 30 de marzo | 19:30 |  |
| Barcelona            | 3 - 1 Archivado el 13 de mayo de 2017 en Wayback Machine.  | Liga de Quito           | Monumental Banco Pichincha | 10 de mayo  | 19:15 |  |

| Deportivo Cuenca | 1 - 1 Archivado el 27 de marzo de 2017 en Wayback Machine. | Delfín                  | Alejandro Serrano Aguilar | 24 de marzo | 20:00 |  |
| Clan Juvenil     | 2 - 1 Archivado el 28 de marzo de 2017 en Wayback Machine. | River Ecuador           | General Rumiñahui         | 26 de marzo | 11:30 |  |
| Macará           | 1 - 1 Archivado el 27 de marzo de 2017 en Wayback Machine. | Independiente del Valle | Bellavista                | 26 de marzo | 12:00 |  |
| Fuerza Amarilla  | 1 - 1 Archivado el 28 de marzo de 2017 en Wayback Machine. | Liga de Quito           | 9 de Mayo                 | 26 de marzo | 15:00 |  |
| Barcelona        | 1 - 3 Archivado el 28 de marzo de 2017 en Wayback Machine. | Universidad Católica    | 7 de Octubre              | 26 de marzo | 15:30 |  |
| Emelec           | 0 - 0 Archivado el 7 de abril de 2017 en Wayback Machine.  | El Nacional             | Banco del Pacífico        | 5 de abril  | 19:30 |  |

| Independiente del Valle | 0 - 2 Archivado el 11 de abril de 2017 en Wayback Machine. | Barcelona        | Gonzalo Pozo Ripalda | 7 de abril  | 19:30 |  |
| River Ecuador           | 3 - 0 Archivado el 11 de abril de 2017 en Wayback Machine. | Macará           | Christian Benítez    | 8 de abril  | 18:30 |  |
| Delfín                  | 3 - 0 Archivado el 10 de abril de 2017 en Wayback Machine. | El Nacional      | Jocay                | 9 de abril  | 12:00 |  |
| Emelec                  | 2 - 0 Archivado el 11 de abril de 2017 en Wayback Machine. | Clan Juvenil     | Banco del Pacífico   | 9 de abril  | 16:00 |  |
| Universidad Católica    | 0 - 0 Archivado el 11 de abril de 2017 en Wayback Machine. | Fuerza Amarilla  | Olímpico Atahualpa   | 9 de abril  | 16:00 |  |
| Liga de Quito           | 1 - 1 Archivado el 11 de abril de 2017 en Wayback Machine. | Deportivo Cuenca | Casa Blanca          | 10 de abril | 19:15 |  |

| Deportivo Cuenca | 2 - 2 Archivado el 17 de abril de 2017 en Wayback Machine. | Universidad Católica    | Alejandro Serrano Aguilar | 15 de abril | 12:00 |  |
| Clan Juvenil     | 0 - 1 Archivado el 17 de abril de 2017 en Wayback Machine. | Delfín                  | General Rumiñahui         | 15 de abril | 16:00 |  |
| El Nacional      | 2 - 2 Archivado el 17 de abril de 2017 en Wayback Machine. | River Ecuador           | Olímpico Atahualpa        | 16 de abril | 11:15 |  |
| Macará           | 1 - 0 Archivado el 17 de abril de 2017 en Wayback Machine. | Liga de Quito           | Bellavista                | 16 de abril | 12:00 |  |
| Fuerza Amarilla  | 1 - 2 Archivado el 17 de abril de 2017 en Wayback Machine. | Independiente del Valle | 9 de Mayo                 | 16 de abril | 15:00 |  |
| Emelec           | 1 - 0 Archivado el 17 de abril de 2017 en Wayback Machine. | Barcelona               | Banco del Pacífico        | 16 de abril | 17:30 |  |

| Independiente del Valle | 4 - 1 Archivado el 24 de abril de 2017 en Wayback Machine.    | Clan Juvenil     | Folke Anderson             | 22 de abril | 15:30 |  |
| Liga de Quito           | 2 - 2 Archivado el 24 de abril de 2017 en Wayback Machine.    | El Nacional      | Casa Blanca                | 22 de abril | 18:30 |  |
| River Ecuador           | 2 - 0 Archivado el 24 de abril de 2017 en Wayback Machine.    | Deportivo Cuenca | Christian Benítez          | 22 de abril | 18:30 |  |
| Universidad Católica    | 1 - 3 Archivado el 24 de abril de 2017 en Wayback Machine.    | Macará           | Olímpico Atahualpa         | 23 de abril | 12:00 |  |
| Delfín                  | 3 - 3 Archivado el 3 de diciembre de 2017 en Wayback Machine. | Emelec           | Reales Tamarindos          | 23 de abril | 15:00 |  |
| Barcelona               | 2 - 0 Archivado el 24 de abril de 2017 en Wayback Machine.    | Fuerza Amarilla  | Monumental Banco Pichincha | 23 de abril | 17:00 |  |

| Fuerza Amarilla  | 0 - 3 Archivado el 2 de mayo de 2017 en Wayback Machine.      | Barcelona               | 9 de Mayo                 | 28 de abril | 16:00 |  |
| Deportivo Cuenca | 2 - 1 Archivado el 9 de mayo de 2017 en Wayback Machine.      | River Ecuador           | Alejandro Serrano Aguilar | 28 de abril | 20:00 |  |
| El Nacional      | 1 - 1 Archivado el 8 de mayo de 2017 en Wayback Machine.      | Liga de Quito           | Olímpico Atahualpa        | 30 de abril | 11:15 |  |
| Clan Juvenil     | 0 - 2 Archivado el 9 de mayo de 2017 en Wayback Machine.      | Independiente del Valle | General Rumiñahui         | 30 de abril | 12:00 |  |
| Macará           | 0 - 3 Archivado el 9 de mayo de 2017 en Wayback Machine.      | Universidad Católica    | Bellavista                | 30 de abril | 13:30 |  |
| Emelec           | 1 - 1 Archivado el 3 de diciembre de 2017 en Wayback Machine. | Delfín                  | Banco del Pacífico        | 30 de abril | 17:30 |  |

| Independiente del Valle | 2 - 0 Archivado el 10 de mayo de 2017 en Wayback Machine. | Fuerza Amarilla  | Olímpico Atahualpa         | 5 de mayo   | 12:00 |  |
| Universidad Católica    | 0 - 1 Archivado el 10 de mayo de 2017 en Wayback Machine. | Deportivo Cuenca | Olímpico Atahualpa         | 6 de mayo   | 12:00 |  |
| River Ecuador           | 3 - 1 Archivado el 10 de mayo de 2017 en Wayback Machine. | El Nacional      | Christian Benítez          | 6 de mayo   | 16:30 |  |
| Liga de Quito           | 2 - 3 Archivado el 10 de mayo de 2017 en Wayback Machine. | Macará           | Casa Blanca                | 6 de mayo   | 18:30 |  |
| Delfín                  | 1 - 0 Archivado el 10 de mayo de 2017 en Wayback Machine. | Clan Juvenil     | Jocay                      | 7 de mayo   | 12:00 |  |
| Barcelona               | 2 - 1 Archivado el 1 de julio de 2017 en Wayback Machine. | Emelec           | Monumental Banco Pichincha | 28 de junio | 19:45 |  |

| Macará           | 2 - 1 Archivado el 19 de mayo de 2017 en Wayback Machine.  | River Ecuador           | Bellavista                 | 13 de mayo  | 13:00 |  |
| Deportivo Cuenca | 2 - 0 Archivado el 17 de mayo de 2017 en Wayback Machine.  | Liga de Quito           | Alejandro Serrano Aguilar  | 14 de mayo  | 10:30 |  |
| El Nacional      | 0 - 0 Archivado el 19 de mayo de 2017 en Wayback Machine.  | Delfín                  | Olímpico Atahualpa         | 14 de mayo  | 11:15 |  |
| Fuerza Amarilla  | 3 - 1 Archivado el 19 de mayo de 2017 en Wayback Machine.  | Universidad Católica    | 9 de Mayo                  | 14 de mayo  | 15:00 |  |
| Barcelona        | 2 - 1 Archivado el 17 de mayo de 2017 en Wayback Machine.  | Independiente del Valle | Monumental Banco Pichincha | 14 de mayo  | 16:30 |  |
| Clan Juvenil     | 2 - 2 Archivado el 17 de junio de 2017 en Wayback Machine. | Emelec                  | Olímpico (Santo Domingo)   | 14 de junio | 15:30 |  |

| Independiente del Valle | 1 - 0 Archivado el 26 de mayo de 2017 en Wayback Machine. | Macará           | Olímpico Atahualpa | 20 de mayo | 16:00 |  |
| River Ecuador           | 2 - 1 Archivado el 26 de mayo de 2017 en Wayback Machine. | Clan Juvenil     | Christian Benítez  | 20 de mayo | 16:15 |  |
| Liga de Quito           | 1 - 1 Archivado el 25 de mayo de 2017 en Wayback Machine. | Fuerza Amarilla  | Casa Blanca        | 20 de mayo | 18:30 |  |
| Universidad Católica    | 1 - 2 Archivado el 25 de mayo de 2017 en Wayback Machine. | Barcelona        | Olímpico Atahualpa | 21 de mayo | 12:00 |  |
| Delfín                  | 1 - 0 Archivado el 25 de mayo de 2017 en Wayback Machine. | Deportivo Cuenca | Jocay              | 21 de mayo | 12:00 |  |
| El Nacional             | 0 - 2 Archivado el 25 de mayo de 2017 en Wayback Machine. | Emelec           | Olímpico Atahualpa | 21 de mayo | 16:00 |  |

| Independiente del Valle | 1 - 0 Archivado el 30 de mayo de 2017 en Wayback Machine.  | Universidad Católica | Olímpico Atahualpa        | 26 de mayo  | 16:00 |  |
| El Nacional             | 3 - 1 Archivado el 30 de mayo de 2017 en Wayback Machine.  | Clan Juvenil         | Olímpico Atahualpa        | 27 de mayo  | 12:00 |  |
| Fuerza Amarilla         | 0 - 2 Archivado el 30 de mayo de 2017 en Wayback Machine.  | River Ecuador        | 9 de Mayo                 | 27 de mayo  | 15:00 |  |
| Macará                  | 1 - 2 Archivado el 30 de mayo de 2017 en Wayback Machine.  | Delfín               | Bellavista                | 28 de mayo  | 12:00 |  |
| Deportivo Cuenca        | 2 - 2 Archivado el 30 de mayo de 2017 en Wayback Machine.  | Emelec               | Alejandro Serrano Aguilar | 28 de mayo  | 12:00 |  |
| Liga de Quito           | 1 - 1 Archivado el 23 de junio de 2017 en Wayback Machine. | Barcelona            | Casa Blanca               | 21 de junio | 19:15 |  |

| Delfín        | 2 - 1 Archivado el 7 de junio de 2017 en Wayback Machine. | Independiente del Valle | Jocay              | 2 de junio | 15:00 |  |
| Emelec        | 1 - 0 Archivado el 7 de junio de 2017 en Wayback Machine. | Fuerza Amarilla         | Banco del Pacífico | 2 de junio | 19:30 |  |
| River Ecuador | 0 - 0 Archivado el 7 de junio de 2017 en Wayback Machine. | Barcelona               | Christian Benítez  | 2 de junio | 19:30 |  |
| El Nacional   | 2 - 0 Archivado el 7 de junio de 2017 en Wayback Machine. | Macará                  | Olímpico Atahualpa | 3 de junio | 16:00 |  |
| Clan Juvenil  | 2 - 0 Archivado el 7 de junio de 2017 en Wayback Machine. | Deportivo Cuenca        | General Rumiñahui  | 4 de junio | 12:00 |  |
| Liga de Quito | 1 - 0 Archivado el 8 de julio de 2017 en Wayback Machine. | Universidad Católica    | Casa Blanca        | 5 de julio | 19:15 |  |

| Barcelona               | 4 - 1 Archivado el 13 de junio de 2017 en Wayback Machine. | Clan Juvenil  | Monumental Banco Pichincha | 9 de junio  | 19:30 |  |
| Deportivo Cuenca        | 3 - 1 Archivado el 15 de junio de 2017 en Wayback Machine. | El Nacional   | Alejandro Serrano Aguilar  | 9 de junio  | 20:00 |  |
| Independiente del Valle | 2 - 1 Archivado el 13 de junio de 2017 en Wayback Machine. | Liga de Quito | Olímpico Atahualpa         | 10 de junio | 16:00 |  |
| Fuerza Amarilla         | 1 - 1 Archivado el 15 de junio de 2017 en Wayback Machine. | Delfín        | 9 de Mayo                  | 11 de junio | 15:00 |  |
| Universidad Católica    | 4 - 0 Archivado el 24 de junio de 2017 en Wayback Machine. | River Ecuador | Olímpico Atahualpa         | 21 de junio | 12:00 |  |
| Macará                  | 4 - 3 Archivado el 23 de junio de 2017 en Wayback Machine. | Emelec        | Bellavista                 | 21 de junio | 12:30 |  |

| River Ecuador    | 1 - 1 Archivado el 20 de junio de 2017 en Wayback Machine. | Liga de Quito           | Christian Benítez         | 16 de junio | 16:15 |  |
| El Nacional      | 1 - 3 Archivado el 20 de junio de 2017 en Wayback Machine. | Barcelona               | Olímpico Atahualpa        | 17 de junio | 12:00 |  |
| Delfín           | 3 - 1 Archivado el 21 de junio de 2017 en Wayback Machine. | Universidad Católica    | Jocay                     | 17 de junio | 15:00 |  |
| Deportivo Cuenca | 1 - 3 Archivado el 21 de junio de 2017 en Wayback Machine. | Macará                  | Alejandro Serrano Aguilar | 17 de junio | 19:00 |  |
| Clan Juvenil     | 1 - 1 Archivado el 23 de junio de 2017 en Wayback Machine. | Fuerza Amarilla         | Olímpico Atahualpa        | 18 de junio | 12:00 |  |
| Emelec           | 1 - 1 Archivado el 22 de junio de 2017 en Wayback Machine. | Independiente del Valle | Banco del Pacífico        | 18 de junio | 16:30 |  |

| Fuerza Amarilla         | 0 - 0 Archivado el 25 de junio de 2017 en Wayback Machine. | Deportivo Cuenca | 9 de Mayo                  | 23 de junio | 16:00 |  |
| Universidad Católica    | 1 - 1 Archivado el 26 de junio de 2017 en Wayback Machine. | El Nacional      | Olímpico Atahualpa         | 24 de junio | 12:00 |  |
| Independiente del Valle | 0 - 0 Archivado el 26 de junio de 2017 en Wayback Machine. | River Ecuador    | Olímpico Atahualpa         | 24 de junio | 16:00 |  |
| Liga de Quito           | 1 - 1 Archivado el 27 de junio de 2017 en Wayback Machine. | Emelec           | Casa Blanca                | 25 de junio | 11:30 |  |
| Macará                  | 2 - 2 Archivado el 27 de junio de 2017 en Wayback Machine. | Clan Juvenil     | Bellavista                 | 25 de junio | 12:00 |  |
| Barcelona               | 1 - 2 Archivado el 28 de junio de 2017 en Wayback Machine. | Delfín           | Monumental Banco Pichincha | 25 de junio | 17:00 |  |

| Deportivo Cuenca | 2 - 0 Archivado el 2 de julio de 2017 en Wayback Machine. | Independiente del Valle | Alejandro Serrano Aguilar | 30 de junio | 20:00 |  |
| El Nacional      | 4 - 2 Archivado el 3 de julio de 2017 en Wayback Machine. | Fuerza Amarilla         | Olímpico Atahualpa        | 1 de julio  | 12:00 |  |
| Delfín           | 4 - 1 Archivado el 5 de julio de 2017 en Wayback Machine. | Liga de Quito           | Jocay                     | 2 de julio  | 12:00 |  |
| Macará           | 2 - 1 Archivado el 5 de julio de 2017 en Wayback Machine. | Barcelona               | Bellavista                | 2 de julio  | 12:00 |  |
| Emelec           | 1 - 0 Archivado el 5 de julio de 2017 en Wayback Machine. | River Ecuador           | Banco del Pacífico        | 2 de julio  | 16:30 |  |
| Clan Juvenil     | 0 - 1 Archivado el 6 de julio de 2017 en Wayback Machine. | Universidad Católica    | General Rumiñahui         | 3 de julio  | 15:45 |  |

| River Ecuador           | 1 - 0 Archivado el 9 de julio de 2017 en Wayback Machine.  | Delfín           | Christian Benítez          | 7 de julio | 19:00 |  |
| Independiente del Valle | 0 - 2 Archivado el 11 de julio de 2017 en Wayback Machine. | El Nacional      | General Rumiñahui          | 8 de julio | 16:00 |  |
| Fuerza Amarilla         | 1 - 1 Archivado el 11 de julio de 2017 en Wayback Machine. | Macará           | 9 de Mayo                  | 8 de julio | 16:00 |  |
| Liga de Quito           | 5 - 0 Archivado el 11 de julio de 2017 en Wayback Machine. | Clan Juvenil     | Casa Blanca                | 8 de julio | 18:30 |  |
| Universidad Católica    | 1 - 1 Archivado el 11 de julio de 2017 en Wayback Machine. | Emelec           | Olímpico Atahualpa         | 9 de julio | 12:00 |  |
| Barcelona               | 1 - 0 Archivado el 11 de julio de 2017 en Wayback Machine. | Deportivo Cuenca | Monumental Banco Pichincha | 9 de julio | 16:00 |  |

### Asistencia por equipos
La tabla siguiente muestra la cantidad de espectadores de local que acumuló cada equipo en sus respectivos partidos. Se asigna en su totalidad el mismo número a ambos protagonistas de un juego. Las estadísticas se toman de las taquillas oficiales entregadas por FEF.
| Pos | Equipo                  | Asist   | PJ | Prom   |
| --- | ----------------------- | ------- | -- | ------ |
| 1   | Emelec                  | 245 419 | 11 | 22 310 |
| 2   | Barcelona               | 139 571 | 11 | 12 688 |
| 3   | Liga de Quito           | 87 668  | 11 | 7969   |
| 4   | Deportivo Cuenca        | 54 342  | 11 | 4940   |
| 5   | El Nacional             | 54 128  | 11 | 4920   |
| 6   | Macará                  | 38 946  | 11 | 3540   |
| 7   | Delfín                  | 35 424  | 11 | 3220   |
| 8   | Independiente del Valle | 24 791  | 11 | 2253   |
| 9   | Universidad Católica    | 19 450  | 10 | 1945   |
| 10  | Fuerza Amarilla         | 13 591  | 11 | 1235   |
| 11  | River Ecuador           | 12 949  | 11 | 1177   |
| 12  | Clan Juvenil            | 11 301  | 10 | 1130   |

 Pos.=Posición; Asist.=Asistentes; P.J.=Partidos jugados.

## Segunda etapa

### Clasificación
| Pos. | Equipo                  | Pts. | PJ | G  | E  | P  | GF | GC | Dif. |  |
| ---- | ----------------------- | ---- | -- | -- | -- | -- | -- | -- | ---- |  |
| 1    | Emelec                  | 45   | 22 | 14 | 3  | 5  | 39 | 20 | +19  |  |
| 2    | El Nacional             | 41   | 22 | 12 | 5  | 5  | 46 | 26 | +20  |  |
| 3    | Macará                  | 37   | 22 | 10 | 7  | 5  | 28 | 17 | +11  |  |
| 4    | Delfín                  | 37   | 22 | 9  | 10 | 3  | 30 | 20 | +10  |  |
| 5    | Liga de Quito           | 35   | 22 | 10 | 5  | 7  | 41 | 32 | +9   |  |
| 6    | Independiente del Valle | 34   | 22 | 9  | 7  | 6  | 41 | 30 | +11  |  |
| 7    | Barcelona               | 32   | 22 | 8  | 8  | 6  | 26 | 20 | +6   |  |
| 8    | Deportivo Cuenca        | 32   | 22 | 9  | 5  | 8  | 27 | 26 | +1   |  |
| 9    | Guayaquil City          | 19   | 22 | 4  | 7  | 11 | 15 | 31 | −16  |  |
| 10   | Universidad Católica    | 17   | 22 | 5  | 2  | 15 | 23 | 41 | −18  |  |
| 11   | Clan Juvenil            | 17   | 22 | 4  | 5  | 13 | 31 | 56 | −25  |  |
| 12   | Fuerza Amarilla         | 12   | 22 | 5  | 2  | 15 | 17 | 45 | −28  |  |

 Fuente: FEF
Notas:
1. ↑  A Fuerza Amarilla se le redujeron 5 puntos por no presentar los roles de pago.[29]

|  | Clasifica a la final de campeonato y a la Copa Libertadores 2018. |

### Evolución de la clasificación
| Equipo                  | 01 | 02 | 03 | 04 | 05 | 06 | 07 | 08 | 09 | 10 | 11 | 12 | 13 | 14 | 15 | 16 | 17 | 18 | 19 | 20 | 21 | 22 |
| ----------------------- | -- | -- | -- | -- | -- | -- | -- | -- | -- | -- | -- | -- | -- | -- | -- | -- | -- | -- | -- | -- | -- | -- |
| Emelec                  | 4  | 3  | 3  | 4  | 4  | 6  | 3  | 5  | 3  | 4  | 4  | 2  | 2  | 2  | 1  | 2  | 2  | 1  | 1  | 1  | 1  | 1  |
| El Nacional             | 8  | 6  | 4  | 5  | 7  | 4  | 5  | 6  | 5  | 6  | 6  | 7  | 5  | 4  | 6  | 6  | 3  | 3  | 2  | 2  | 2  | 2  |
| Macará                  | 5  | 4  | 6  | 6  | 5  | 3  | 4  | 4  | 6  | 3  | 3  | 5  | 6  | 7  | 7  | 4  | 6  | 4  | 4  | 4  | 3  | 3  |
| Delfín                  | 3  | 1  | 2  | 1  | 1  | 1  | 2  | 1  | 2  | 1  | 1  | 1  | 1  | 1  | 2  | 1  | 1  | 2  | 3  | 3  | 4  | 4  |
| Liga de Quito           | 6  | 5  | 7  | 7  | 6  | 7  | 7  | 8  | 7  | 7  | 7  | 6  | 7  | 5  | 4  | 5  | 7  | 5  | 5  | 7  | 6  | 5  |
| Independiente del Valle | 1  | 2  | 1  | 2  | 3  | 5  | 6  | 3  | 4  | 5  | 5  | 4  | 4  | 6  | 3  | 3  | 5  | 7  | 7  | 5  | 7  | 6  |
| Barcelona               | 10 | 8  | 9  | 9  | 8  | 8  | 8  | 9  | 9  | 9  | 9  | 8  | 8  | 9  | 9  | 8  | 8  | 8  | 8  | 6  | 5  | 7  |
| Deportivo Cuenca        | 2  | 7  | 5  | 3  | 2  | 2  | 1  | 2  | 1  | 2  | 2  | 3  | 3  | 3  | 5  | 7  | 4  | 6  | 6  | 8  | 8  | 8  |
| Guayaquil City          | 11 | 9  | 10 | 11 | 10 | 10 | 10 | 11 | 12 | 12 | 12 | 11 | 11 | 8  | 8  | 9  | 9  | 9  | 9  | 9  | 9  | 9  |
| Universidad Católica    | 12 | 12 | 12 | 10 | 11 | 12 | 12 | 10 | 11 | 11 | 11 | 12 | 12 | 12 | 12 | 12 | 11 | 11 | 11 | 12 | 10 | 10 |
| Clan Juvenil            | 7  | 10 | 8  | 8  | 9  | 11 | 9  | 7  | 8  | 8  | 8  | 9  | 10 | 10 | 10 | 11 | 10 | 10 | 10 | 10 | 11 | 11 |
| Fuerza Amarilla         | 9  | 11 | 11 | 12 | 12 | 9  | 11 | 12 | 10 | 10 | 10 | 10 | 9  | 11 | 11 | 10 | 12 | 12 | 12 | 11 | 12 | 12 |

### Resultados
| Deportivo Cuenca     | 3 - 0 Archivado el 17 de julio de 2017 en Wayback Machine. | Guayaquil City          | Alejandro Serrano Aguilar | 14 de julio | 20:00 |  |
| Universidad Católica | 0 - 3 Archivado el 19 de julio de 2017 en Wayback Machine. | Independiente del Valle | Olímpico Atahualpa        | 15 de julio | 12:00 |  |
| Clan Juvenil         | 0 - 0 Archivado el 18 de julio de 2017 en Wayback Machine. | Liga de Quito           | General Rumiñahui         | 16 de julio | 12:00 |  |
| Macará               | 1 - 0 Archivado el 18 de julio de 2017 en Wayback Machine. | Barcelona               | Bellavista                | 16 de julio | 12:00 |  |
| Fuerza Amarilla      | 1 - 2 Archivado el 18 de julio de 2017 en Wayback Machine. | Delfín                  | 9 de Mayo                 | 16 de julio | 16:00 |  |
| Emelec               | 2 - 1 Archivado el 18 de julio de 2017 en Wayback Machine. | El Nacional             | Banco del Pacífico        | 16 de julio | 16:30 |  |

| Delfín                  | 2 - 0 Archivado el 27 de julio de 2017 en Wayback Machine. | Universidad Católica | Jocay                      | 21 de julio | 16:00 |  |
| El Nacional             | 4 - 0 Archivado el 27 de julio de 2017 en Wayback Machine. | Clan Juvenil         | Olímpico Atahualpa         | 21 de julio | 19:00 |  |
| Independiente del Valle | 1 - 1 Archivado el 27 de julio de 2017 en Wayback Machine. | Macará               | General Rumiñahui          | 21 de julio | 19:00 |  |
| Liga de Quito           | 2 - 1 Archivado el 25 de julio de 2017 en Wayback Machine. | Deportivo Cuenca     | Casa Blanca                | 21 de julio | 19:30 |  |
| Barcelona               | 2 - 0 Archivado el 27 de julio de 2017 en Wayback Machine. | Fuerza Amarilla      | Monumental Banco Pichincha | 21 de julio | 19:45 |  |
| Guayaquil City          | 1 - 1 Archivado el 27 de julio de 2017 en Wayback Machine. | Emelec               | Christian Benítez          | 21 de julio | 20:00 |  |

| Clan Juvenil         | 1 - 0 Archivado el 2 de agosto de 2017 en Wayback Machine. | Fuerza Amarilla         | General Rumiñahui         | 29 de julio | 12:00 |  |
| Guayaquil City       | 1 - 2 Archivado el 2 de agosto de 2017 en Wayback Machine. | Independiente del Valle | Christian Benítez         | 29 de julio | 16:30 |  |
| Universidad Católica | 1 - 2 Archivado el 2 de agosto de 2017 en Wayback Machine. | El Nacional             | Olímpico Atahualpa        | 30 de julio | 12:00 |  |
| Deportivo Cuenca     | 1 - 0 Archivado el 2 de agosto de 2017 en Wayback Machine. | Barcelona               | Alejandro Serrano Aguilar | 30 de julio | 12:00 |  |
| Macará               | 0 - 0 Archivado el 2 de agosto de 2017 en Wayback Machine. | Delfín                  | Bellavista                | 30 de julio | 14:00 |  |
| Emelec               | 2 - 1 Archivado el 2 de agosto de 2017 en Wayback Machine. | Liga de Quito           | Banco del Pacífico        | 30 de julio | 16:00 |  |

| Barcelona               | 0 - 1 Archivado el 6 de agosto de 2017 en Wayback Machine. | Universidad Católica | Monumental Banco Pichincha | 4 de agosto | 19:45 |  |
| Independiente del Valle | 2 - 1 Archivado el 6 de agosto de 2017 en Wayback Machine. | Emelec               | Olímpico Atahualpa         | 5 de agosto | 11:30 |  |
| Delfín                  | 3 - 0 Archivado el 6 de agosto de 2017 en Wayback Machine. | Clan Juvenil         | Jocay                      | 5 de agosto | 14:00 |  |
| Liga de Quito           | 1 - 1 Archivado el 8 de agosto de 2017 en Wayback Machine. | Guayaquil City       | Casa Blanca                | 6 de agosto | 11:30 |  |
| El Nacional             | 0 - 1 Archivado el 8 de agosto de 2017 en Wayback Machine. | Deportivo Cuenca     | Olímpico Atahualpa         | 6 de agosto | 12:00 |  |
| Fuerza Amarilla         | 2 - 2 Archivado el 8 de agosto de 2017 en Wayback Machine. | Macará               | 9 de Mayo                  | 6 de agosto | 15:00 |  |

| Universidad Católica | 0 - 1 Archivado el 14 de agosto de 2017 en Wayback Machine. | Macará                  | Olímpico Atahualpa        | 12 de agosto | 12:00 |  |
| Guayaquil City       | 2 - 2 Archivado el 14 de agosto de 2017 en Wayback Machine. | El Nacional             | Christian Benítez         | 12 de agosto | 16:00 |  |
| Liga de Quito        | 3 - 1 Archivado el 15 de agosto de 2017 en Wayback Machine. | Independiente del Valle | Casa Blanca               | 13 de agosto | 11:30 |  |
| Clan Juvenil         | 0 - 2 Archivado el 15 de agosto de 2017 en Wayback Machine. | Barcelona               | Olímpico Atahualpa        | 13 de agosto | 12:00 |  |
| Deportivo Cuenca     | 1 - 1 Archivado el 15 de agosto de 2017 en Wayback Machine. | Delfín                  | Alejandro Serrano Aguilar | 13 de agosto | 14:30 |  |
| Emelec               | 2 - 0 Archivado el 15 de agosto de 2017 en Wayback Machine. | Fuerza Amarilla         | Banco del Pacífico        | 14 de agosto | 20:00 |  |

| Macará                  | 7 - 1 Archivado el 29 de agosto de 2017 en Wayback Machine. | Clan Juvenil         | Bellavista                 | 18 de agosto | 19:30 |  |
| Independiente del Valle | 2 - 3 Archivado el 29 de agosto de 2017 en Wayback Machine. | Deportivo Cuenca     | Olímpico Atahualpa         | 19 de agosto | 11:30 |  |
| El Nacional             | 4 - 2 Archivado el 29 de agosto de 2017 en Wayback Machine. | Liga de Quito        | Olímpico Atahualpa         | 20 de agosto | 12:00 |  |
| Delfín                  | 2 - 1 Archivado el 29 de agosto de 2017 en Wayback Machine. | Emelec               | Jocay                      | 20 de agosto | 12:00 |  |
| Fuerza Amarilla         | 2 - 0 Archivado el 29 de agosto de 2017 en Wayback Machine. | Universidad Católica | 9 de Mayo                  | 20 de agosto | 15:00 |  |
| Barcelona               | 0 - 0 Archivado el 29 de agosto de 2017 en Wayback Machine. | Guayaquil City       | Monumental Banco Pichincha | 20 de agosto | 17:00 |  |

| Clan Juvenil     | 6 - 3 Archivado el 29 de agosto de 2017 en Wayback Machine. | Universidad Católica    | General Rumiñahui         | 25 de agosto | 15:45 |  |
| El Nacional      | 1 - 1 Archivado el 29 de agosto de 2017 en Wayback Machine. | Independiente del Valle | Olímpico Atahualpa        | 25 de agosto | 19:30 |  |
| Liga de Quito    | 0 - 0 Archivado el 28 de agosto de 2017 en Wayback Machine. | Barcelona               | Casa Blanca               | 25 de agosto | 19:30 |  |
| Emelec           | 2 - 1 Archivado el 29 de agosto de 2017 en Wayback Machine. | Macará                  | Banco del Pacífico        | 25 de agosto | 20:00 |  |
| Guayaquil City   | 0 - 0 Archivado el 29 de agosto de 2017 en Wayback Machine. | Delfín                  | Christian Benítez         | 25 de agosto | 20:00 |  |
| Deportivo Cuenca | 2 - 1 Archivado el 29 de agosto de 2017 en Wayback Machine. | Fuerza Amarilla         | Alejandro Serrano Aguilar | 25 de agosto | 20:00 |  |

| Clan Juvenil         | 4 - 1 Archivado el 5 de septiembre de 2017 en Wayback Machine. | Guayaquil City          | General Rumiñahui          | 1 de septiembre | 12:00 |  |
| Macará               | 1 - 1 Archivado el 5 de septiembre de 2017 en Wayback Machine. | Deportivo Cuenca        | Bellavista                 | 1 de septiembre | 19:30 |  |
| Universidad Católica | 3 - 1 Archivado el 5 de septiembre de 2017 en Wayback Machine. | Emelec                  | Olímpico Atahualpa         | 2 de septiembre | 12:00 |  |
| Fuerza Amarilla      | 1 - 2 Archivado el 5 de septiembre de 2017 en Wayback Machine. | Independiente del Valle | 9 de Mayo                  | 2 de septiembre | 16:00 |  |
| Delfín               | 1 - 0 Archivado el 5 de septiembre de 2017 en Wayback Machine. | Liga de Quito           | Jocay                      | 3 de septiembre | 12:00 |  |
| Barcelona            | 1 - 2 Archivado el 19 de octubre de 2017 en Wayback Machine.   | El Nacional             | Monumental Banco Pichincha | 18 de octubre   | 19:30 |  |

| Independiente del Valle | 2 - 2 Archivado el 5 de septiembre de 2017 en Wayback Machine.  | Barcelona            | Olímpico Atahualpa        | 9 de septiembre  | 11:30 |  |
| Guayaquil City          | 0 - 2 Archivado el 12 de septiembre de 2017 en Wayback Machine. | Fuerza Amarilla      | Christian Benítez         | 9 de septiembre  | 18:00 |  |
| Liga de Quito           | 2 - 0 Archivado el 12 de septiembre de 2017 en Wayback Machine. | Macará               | Casa Blanca               | 9 de septiembre  | 18:30 |  |
| Deportivo Cuenca        | 3 - 1 Archivado el 12 de septiembre de 2017 en Wayback Machine. | Universidad Católica | Alejandro Serrano Aguilar | 10 de septiembre | 11:30 |  |
| El Nacional             | 1 - 0 Archivado el 12 de septiembre de 2017 en Wayback Machine. | Delfín               | Olímpico Atahualpa        | 10 de septiembre | 12:00 |  |
| Emelec                  | 5 - 1 Archivado el 12 de septiembre de 2017 en Wayback Machine. | Clan Juvenil         | Banco del Pacífico        | 10 de septiembre | 16:00 |  |

| Universidad Católica | 0 - 0 Archivado el 18 de septiembre de 2017 en Wayback Machine. | Guayaquil City          | Olímpico Atahualpa         | 16 de septiembre | 12:00 |  |
| Macará               | 3 - 2 Archivado el 20 de septiembre de 2017 en Wayback Machine. | El Nacional             | Bellavista                 | 17 de septiembre | 12:00 |  |
| Delfín               | 2 - 0 Archivado el 20 de septiembre de 2017 en Wayback Machine. | Independiente del Valle | Jocay                      | 17 de septiembre | 12:00 |  |
| Clan Juvenil         | 2 - 2 Archivado el 20 de septiembre de 2017 en Wayback Machine. | Deportivo Cuenca        | General Rumiñahui          | 17 de septiembre | 14:30 |  |
| Liga de Quito        | 3 - 1 Archivado el 19 de octubre de 2017 en Wayback Machine.    | Fuerza Amarilla         | Casa Blanca                | 18 de octubre    | 19:15 |  |
| Barcelona            | 0 - 0 Archivado el 20 de octubre de 2017 en Wayback Machine.    | Emelec                  | Monumental Banco Pichincha | 8 de noviembre   | 19:30 |  |

| Independiente del Valle | 2 - 1 Archivado el 25 de septiembre de 2017 en Wayback Machine. | Clan Juvenil         | Olímpico Atahualpa         | 23 de septiembre | 11:30 |  |
| Guayaquil City          | 0 - 3 Archivado el 25 de septiembre de 2017 en Wayback Machine. | Macará               | Christian Benítez          | 23 de septiembre | 18:00 |  |
| Deportivo Cuenca        | 0 - 2 Archivado el 25 de septiembre de 2017 en Wayback Machine. | Emelec               | Alejandro Serrano Aguilar  | 24 de septiembre | 12:00 |  |
| El Nacional             | 6 - 0 Archivado el 25 de septiembre de 2017 en Wayback Machine. | Fuerza Amarilla      | Olímpico Atahualpa         | 24 de septiembre | 12:00 |  |
| Liga de Quito           | 3 - 0 Archivado el 26 de septiembre de 2017 en Wayback Machine. | Universidad Católica | Casa Blanca                | 24 de septiembre | 17:30 |  |
| Barcelona               | 1 - 1 Archivado el 27 de septiembre de 2017 en Wayback Machine. | Delfín               | Monumental Banco Pichincha | 25 de septiembre | 19:30 |  |

| Clan Juvenil         | 2 - 4 Archivado el 25 de septiembre de 2017 en Wayback Machine. | Independiente del Valle | General Rumiñahui  | 29 de septiembre | 15:30 |  |
| Fuerza Amarilla      | 1 - 0 Archivado el 5 de octubre de 2017 en Wayback Machine.     | El Nacional             | 9 de Mayo          | 29 de septiembre | 16:00 |  |
| Delfín               | 1 - 1 Archivado el 5 de octubre de 2017 en Wayback Machine.     | Barcelona               | Jocay              | 29 de septiembre | 16:00 |  |
| Universidad Católica | 2 - 3 Archivado el 5 de octubre de 2017 en Wayback Machine.     | Liga de Quito           | Olímpico Atahualpa | 29 de septiembre | 19:30 |  |
| Macará               | 0 - 1 Archivado el 5 de octubre de 2017 en Wayback Machine.     | Guayaquil City          | Bellavista         | 29 de septiembre | 19:30 |  |
| Emelec               | 1 - 0 Archivado el 5 de octubre de 2017 en Wayback Machine.     | Deportivo Cuenca        | Banco del Pacífico | 29 de septiembre | 20:00 |  |

| Fuerza Amarilla         | 1 - 1 Archivado el 11 de octubre de 2017 en Wayback Machine.   | Liga de Quito        | 9 de Mayo                 | 7 de octubre    | 15:30 |  |
| El Nacional             | 1 - 0 Archivado el 11 de octubre de 2017 en Wayback Machine.   | Macará               | Olímpico Atahualpa        | 7 de octubre    | 16:00 |  |
| Independiente del Valle | 2 - 2 Archivado el 19 de octubre de 2017 en Wayback Machine.   | Delfín               | General Rumiñahui         | 18 de octubre   | 11:30 |  |
| Guayaquil City          | 2 - 1 Archivado el 19 de octubre de 2017 en Wayback Machine.   | Universidad Católica | Christian Benítez         | 18 de octubre   | 18:00 |  |
| Deportivo Cuenca        | 3 - 0 Archivado el 20 de octubre de 2017 en Wayback Machine.   | Clan Juvenil         | Alejandro Serrano Aguilar | 18 de octubre   | 20:15 |  |
| Emelec                  | 3 - 0 Archivado el 16 de noviembre de 2017 en Wayback Machine. | Barcelona            | Banco del Pacífico        | 15 de noviembre | 20:00 |  |

| Universidad Católica | 2 - 2 Archivado el 18 de octubre de 2017 en Wayback Machine. | Deportivo Cuenca        | Olímpico Atahualpa         | 13 de octubre | 19:30 |  |
| Barcelona            | 1 - 1 Archivado el 17 de octubre de 2017 en Wayback Machine. | Independiente del Valle | Monumental Banco Pichincha | 13 de octubre | 19:30 |  |
| Delfín               | 2 - 1 Archivado el 17 de octubre de 2017 en Wayback Machine. | El Nacional             | Jocay                      | 14 de octubre | 15:00 |  |
| Fuerza Amarilla      | 0 - 3 Archivado el 17 de octubre de 2017 en Wayback Machine. | Guayaquil City          | 9 de Mayo                  | 14 de octubre | 15:30 |  |
| Macará               | 1 - 1 Archivado el 17 de octubre de 2017 en Wayback Machine. | Liga de Quito           | Bellavista                 | 15 de octubre | 12:00 |  |
| Clan Juvenil         | 1 - 2 Archivado el 17 de octubre de 2017 en Wayback Machine. | Emelec                  | Reales Tamarindos          | 15 de octubre | 16:00 |  |

| Independiente del Valle | 6 - 0 Archivado el 24 de octubre de 2017 en Wayback Machine. | Fuerza Amarilla      | General Rumiñahui         | 22 de octubre | 11:30 |  |
| Liga de Quito           | 5 - 2 Archivado el 24 de octubre de 2017 en Wayback Machine. | Delfín               | Casa Blanca               | 22 de octubre | 11:30 |  |
| El Nacional             | 3 - 3 Archivado el 24 de octubre de 2017 en Wayback Machine. | Barcelona            | Olímpico Atahualpa        | 22 de octubre | 12:00 |  |
| Deportivo Cuenca        | 0 - 1 Archivado el 24 de octubre de 2017 en Wayback Machine. | Macará               | Alejandro Serrano Aguilar | 22 de octubre | 13:45 |  |
| Emelec                  | 2 - 0 Archivado el 24 de octubre de 2017 en Wayback Machine. | Universidad Católica | Banco del Pacífico        | 22 de octubre | 16:00 |  |
| Guayaquil City          | 0 - 0 Archivado el 24 de octubre de 2017 en Wayback Machine. | Clan Juvenil         | Christian Benítez         | 22 de octubre | 16:00 |  |

| Fuerza Amarilla         | 2 - 0 Archivado el 31 de octubre de 2017 en Wayback Machine. | Deportivo Cuenca | 9 de Mayo                  | 28 de octubre | 15:30 |  |
| Independiente del Valle | 2 - 2 Archivado el 31 de octubre de 2017 en Wayback Machine. | El Nacional      | General Rumiñahui          | 28 de octubre | 16:00 |  |
| Barcelona               | 2 - 0 Archivado el 31 de octubre de 2017 en Wayback Machine. | Liga de Quito    | Monumental Banco Pichincha | 28 de octubre | 16:30 |  |
| Macará                  | 1 - 0 Archivado el 31 de octubre de 2017 en Wayback Machine. | Emelec           | Bellavista                 | 29 de octubre | 12:00 |  |
| Delfín                  | 2 - 0 Archivado el 31 de octubre de 2017 en Wayback Machine. | Guayaquil City   | Jocay                      | 29 de octubre | 12:00 |  |
| Universidad Católica    | 2 - 0 Archivado el 31 de octubre de 2017 en Wayback Machine. | Clan Juvenil     | Olímpico Atahualpa         | 29 de octubre | 12:00 |  |

| Clan Juvenil         | 1 - 0 Archivado el 7 de noviembre de 2017 en Wayback Machine. | Macará                  | General Rumiñahui         | 3 de noviembre | 15:30 |  |
| Emelec               | 0 - 0 Archivado el 8 de noviembre de 2017 en Wayback Machine. | Delfín                  | Banco del Pacífico        | 3 de noviembre | 20:00 |  |
| Deportivo Cuenca     | 1 - 0 Archivado el 6 de noviembre de 2017 en Wayback Machine. | Independiente del Valle | Alejandro Serrano Aguilar | 3 de noviembre | 20:00 |  |
| Universidad Católica | 2 - 0 Archivado el 7 de noviembre de 2017 en Wayback Machine. | Fuerza Amarilla         | Olímpico Atahualpa        | 4 de noviembre | 12:00 |  |
| Guayaquil City       | 1 - 2 Archivado el 6 de noviembre de 2017 en Wayback Machine. | Barcelona               | Christian Benítez         | 4 de noviembre | 18:00 |  |
| Liga de Quito        | 0 - 3 Archivado el 7 de noviembre de 2017 en Wayback Machine. | El Nacional             | Casa Blanca               | 4 de noviembre | 18:30 |  |

| El Nacional             | 1 - 0 Archivado el 13 de noviembre de 2017 en Wayback Machine. | Guayaquil City       | Olímpico Atahualpa         | 10 de noviembre | 19:30 |  |
| Macará                  | 2 - 1 Archivado el 13 de noviembre de 2017 en Wayback Machine. | Universidad Católica | Bellavista                 | 10 de noviembre | 19:30 |  |
| Fuerza Amarilla         | 0 - 3 Archivado el 13 de noviembre de 2017 en Wayback Machine. | Emelec               | 9 de Mayo                  | 11 de noviembre | 16:00 |  |
| Barcelona               | 2 - 1 Archivado el 13 de noviembre de 2017 en Wayback Machine. | Clan Juvenil         | Monumental Banco Pichincha | 11 de noviembre | 16:30 |  |
| Independiente del Valle | 1 - 3 Archivado el 14 de noviembre de 2017 en Wayback Machine. | Liga de Quito        | General Rumiñahui          | 12 de noviembre | 11:30 |  |
| Delfín                  | 0 - 0 Archivado el 13 de noviembre de 2017 en Wayback Machine. | Deportivo Cuenca     | Jocay                      | 12 de noviembre | 12:00 |  |

| Deportivo Cuenca     | 1 - 2 Archivado el 22 de noviembre de 2017 en Wayback Machine. | El Nacional             | Alejandro Serrano Aguilar | 17 de noviembre | 20:00 |  |
| Clan Juvenil         | 3 - 3 Archivado el 22 de noviembre de 2017 en Wayback Machine. | Delfín                  | General Rumiñahui         | 18 de noviembre | 15:30 |  |
| Universidad Católica | 1 - 2 Archivado el 22 de noviembre de 2017 en Wayback Machine. | Barcelona               | Olímpico Atahualpa        | 19 de noviembre | 12:00 |  |
| Macará               | 1 - 0 Archivado el 22 de noviembre de 2017 en Wayback Machine. | Fuerza Amarilla         | Bellavista                | 19 de noviembre | 12:00 |  |
| Guayaquil City       | 1 - 0 Archivado el 22 de noviembre de 2017 en Wayback Machine. | Liga de Quito           | Banco del Pacífico        | 19 de noviembre | 15:00 |  |
| Emelec               | 2 - 1 Archivado el 22 de noviembre de 2017 en Wayback Machine. | Independiente del Valle | Banco del Pacífico        | 19 de noviembre | 17:30 |  |

| Fuerza Amarilla         | 3 - 2 Archivado el 29 de noviembre de 2017 en Wayback Machine. | Clan Juvenil         | 9 de Mayo                  | 25 de noviembre | 15:30 |  |
| Independiente del Valle | 4 - 1 Archivado el 29 de noviembre de 2017 en Wayback Machine. | Guayaquil City       | General Rumiñahui          | 25 de noviembre | 16:00 |  |
| Liga de Quito           | 2 - 4 Archivado el 29 de noviembre de 2017 en Wayback Machine. | Emelec               | Casa Blanca                | 26 de noviembre | 11:30 |  |
| El Nacional             | 3 - 1 Archivado el 29 de noviembre de 2017 en Wayback Machine. | Universidad Católica | Olímpico Atahualpa         | 26 de noviembre | 12:00 |  |
| Delfín                  | 1 - 1 Archivado el 29 de noviembre de 2017 en Wayback Machine. | Macará               | Jocay                      | 26 de noviembre | 12:00 |  |
| Barcelona               | 3 - 0 Archivado el 29 de noviembre de 2017 en Wayback Machine. | Deportivo Cuenca     | Monumental Banco Pichincha | 26 de noviembre | 16:30 |  |

| Deportivo Cuenca     | 1 - 3 Archivado el 7 de diciembre de 2017 en Wayback Machine. | Liga de Quito           | Alejandro Serrano Aguilar | 2 de diciembre | 15:00 |  |
| Clan Juvenil         | 2 - 2 Archivado el 7 de diciembre de 2017 en Wayback Machine. | El Nacional             | General Rumiñahui         | 2 de diciembre | 15:00 |  |
| Universidad Católica | 2 - 0 Archivado el 7 de diciembre de 2017 en Wayback Machine. | Delfín                  | Casa Blanca               | 2 de diciembre | 15:00 |  |
| Emelec               | 2 - 0 Archivado el 7 de diciembre de 2017 en Wayback Machine. | Guayaquil City          | Banco del Pacífico        | 2 de diciembre | 15:00 |  |
| Fuerza Amarilla      | 0 - 2 Archivado el 7 de diciembre de 2017 en Wayback Machine. | Barcelona               | 9 de Mayo                 | 3 de diciembre | 13:00 |  |
| Macará               | 0 - 0 Archivado el 7 de diciembre de 2017 en Wayback Machine. | Independiente del Valle | Bellavista                | 3 de diciembre | 13:00 |  |

| Liga de Quito           | 6 - 3 Archivado el 12 de diciembre de 2017 en Wayback Machine. | Clan Juvenil         | Casa Blanca                | 8 de diciembre | 19:30 |  |
| El Nacional             | 3 - 1 Archivado el 12 de diciembre de 2017 en Wayback Machine. | Emelec               | Olímpico Atahualpa         | 9 de diciembre | 15:00 |  |
| Independiente del Valle | 2 - 0 Archivado el 12 de diciembre de 2017 en Wayback Machine. | Universidad Católica | General Rumiñahui          | 9 de diciembre | 15:00 |  |
| Barcelona               | 0 - 1 Archivado el 12 de diciembre de 2017 en Wayback Machine. | Macará               | Monumental Banco Pichincha | 9 de diciembre | 15:00 |  |
| Delfín                  | 3 - 0 Archivado el 12 de diciembre de 2017 en Wayback Machine. | Fuerza Amarilla      | Jocay                      | 9 de diciembre | 15:00 |  |
| Guayaquil City          | 0 - 1 Archivado el 12 de diciembre de 2017 en Wayback Machine. | Deportivo Cuenca     | Christian Benítez          | 9 de diciembre | 18:00 |  |

### Asistencia por equipos
La tabla siguiente muestra la cantidad de espectadores de local que acumuló cada equipo en sus respectivos partidos. Se asigna en su totalidad el mismo número a ambos protagonistas de un juego. Las estadísticas se toman de las taquillas oficiales entregadas por FEF.
| Pos | Equipo                  | Asist   | PJ | Prom   |
| --- | ----------------------- | ------- | -- | ------ |
| 1   | Emelec                  | 263 326 | 11 | 23 938 |
| 2   | Liga de Quito           | 87 398  | 11 | 7945   |
| 3   | Barcelona               | 74 916  | 11 | 6810   |
| 4   | El Nacional             | 65 296  | 11 | 5936   |
| 5   | Deportivo Cuenca        | 53 751  | 11 | 4886   |
| 6   | Macará                  | 48 334  | 11 | 4394   |
| 7   | Delfín                  | 23 824  | 10 | 2382   |
| 8   | Clan Juvenil            | 21 852  | 10 | 2185   |
| 9   | Fuerza Amarilla         | 14 032  | 9  | 1559   |
| 10  | Independiente del Valle | 13 526  | 9  | 1502   |
| 11  | Guayaquil City          | 11 892  | 10 | 1189   |
| 12  | Universidad Católica    | 10 142  | 11 | 922    |

 Pos.=Posición; Asist.=Asistentes; P.J.=Partidos jugados.

## Tabla acumulada

### Clasificación
| Pos. | Equipo                  | Pts. | PJ | G  | E  | P  | GF | GC  | Dif. |  |
| ---- | ----------------------- | ---- | -- | -- | -- | -- | -- | --- | ---- |  |
| 1    | Delfín                  | 84   | 44 | 22 | 18 | 4  | 65 | 34  | +31  |  |
| 2    | Emelec                  | 83   | 44 | 23 | 14 | 7  | 71 | 41  | +30  |  |
| 3    | Independiente del Valle | 71   | 44 | 19 | 14 | 11 | 68 | 49  | +19  |  |
| 4    | Macará                  | 70   | 44 | 19 | 13 | 12 | 57 | 47  | +10  |  |
| 5    | Barcelona               | 67   | 44 | 20 | 13 | 11 | 62 | 41  | +21  |  |
| 6    | El Nacional             | 64   | 44 | 17 | 13 | 14 | 73 | 62  | +11  |  |
| 7    | Deportivo Cuenca        | 61   | 44 | 16 | 13 | 15 | 51 | 49  | +2   |  |
| 8    | Liga de Quito           | 54   | 44 | 13 | 15 | 16 | 66 | 64  | +2   |  |
| 9    | Universidad Católica    | 45   | 44 | 12 | 9  | 23 | 56 | 67  | −11  |  |
| 10   | Guayaquil City          | 45   | 44 | 10 | 15 | 19 | 35 | 56  | −21  |  |
| 11   | Clan Juvenil            | 29   | 44 | 6  | 11 | 27 | 50 | 102 | −52  |  |
| 12   | Fuerza Amarilla         | 28   | 44 | 7  | 12 | 25 | 34 | 76  | −42  |  |

 Fuente: FEF
Notas:
1. ↑  Reducción de 6 puntos por disposición de FIFA por deuda mantenida con el club Boca Juniors.[26]
2. ↑  A Fuerza Amarilla se le redujeron 5 puntos por no presentar los roles de pago.[29]

|  | Clasificados a la Fase de grupos de Copa Libertadores 2018.              |
|  | Clasificado a la Segunda fase clasificatoria de Copa Libertadores 2018.  |
|  | Clasificado a la Primera fase clasificatoria de Copa Libertadores 2018.  |
|  | Clasificados a la Primera fase de Copa Sudamericana 2018.                |
|  | Repechaje contra el campeón de la Serie B por la Copa Sudamericana 2018. |
|  | Descendidos a la Serie B 2018.                                           |

### Evolución de la clasificación
| Equipo                  | 23 | 24 | 25 | 26 | 27 | 28 | 29 | 30 | 31 | 32 | 33 | 34 | 35 | 36 | 37 | 38 | 39 | 40 | 41 | 42 | 43 | 44 |
| ----------------------- | -- | -- | -- | -- | -- | -- | -- | -- | -- | -- | -- | -- | -- | -- | -- | -- | -- | -- | -- | -- | -- | -- |
| Delfín                  | 1  | 1  | 1  | 1  | 1  | 1  | 1  | 1  | 1  | 1  | 1  | 1  | 1  | 1  | 1  | 1  | 1  | 1  | 1  | 1  | 2  | 1  |
| Emelec                  | 2  | 2  | 2  | 3  | 2  | 2  | 2  | 2  | 2  | 2  | 2  | 2  | 2  | 2  | 2  | 2  | 2  | 2  | 2  | 2  | 1  | 2  |
| Independiente del Valle | 3  | 3  | 3  | 2  | 3  | 3  | 3  | 3  | 3  | 3  | 3  | 3  | 3  | 3  | 3  | 3  | 3  | 3  | 4  | 3  | 3  | 3  |
| Macará                  | 4  | 5  | 5  | 4  | 4  | 4  | 5  | 5  | 5  | 5  | 4  | 4  | 4  | 5  | 4  | 4  | 4  | 4  | 3  | 4  | 5  | 4  |
| Barcelona               | 5  | 4  | 4  | 5  | 5  | 5  | 6  | 6  | 6  | 6  | 6  | 6  | 6  | 6  | 6  | 6  | 6  | 5  | 5  | 5  | 4  | 5  |
| El Nacional             | 9  | 9  | 7  | 8  | 8  | 7  | 7  | 8  | 7  | 7  | 7  | 7  | 7  | 7  | 7  | 7  | 7  | 7  | 7  | 6  | 6  | 6  |
| Deportivo Cuenca        | 6  | 6  | 6  | 6  | 6  | 6  | 4  | 4  | 4  | 4  | 5  | 5  | 5  | 4  | 5  | 5  | 5  | 6  | 6  | 7  | 7  | 7  |
| Liga de Quito           | 10 | 10 | 10 | 10 | 10 | 10 | 10 | 10 | 9  | 10 | 9  | 8  | 8  | 8  | 8  | 8  | 8  | 8  | 8  | 8  | 8  | 8  |
| Universidad Católica    | 7  | 7  | 8  | 7  | 7  | 8  | 8  | 7  | 8  | 8  | 8  | 9  | 9  | 10 | 10 | 10 | 9  | 9  | 10 | 10 | 9  | 9  |
| Guayaquil City          | 8  | 8  | 9  | 9  | 9  | 9  | 9  | 9  | 10 | 9  | 10 | 10 | 10 | 9  | 9  | 9  | 10 | 10 | 9  | 9  | 10 | 10 |
| Clan Juvenil            | 12 | 12 | 12 | 12 | 12 | 12 | 12 | 11 | 12 | 12 | 12 | 12 | 12 | 12 | 12 | 12 | 12 | 12 | 12 | 12 | 11 | 11 |
| Fuerza Amarilla         | 11 | 11 | 11 | 11 | 11 | 11 | 11 | 12 | 11 | 11 | 11 | 11 | 11 | 11 | 11 | 11 | 11 | 11 | 11 | 11 | 12 | 12 |

## Tercera etapa

### Final
| Finalistas           | Vía de clasificación        |
| -------------------- | --------------------------- |
| Delfín Sporting Club | Ganador de la primera etapa |
| Club Sport Emelec    | Ganador de la segunda etapa |

#### Ida
| 13 de diciembre de 2017, 20:00 | Emelec                                             | 4:2 (2:0)                                     | Delfín          | Estadio Banco del Pacífico, Guayaquil                      |                                                            |
|                                | Guagua 9' · Gaibor 41' · Preciado 70' · Angulo 78' | FEF Reporte Ecuagol Reporte Soccerway Reporte | Luna 69', 90+3' | Asistencia: 34 819 espectadores Árbitro(s): Roddy Zambrano | Asistencia: 34 819 espectadores Árbitro(s): Roddy Zambrano |

#### Vuelta
| 17 de diciembre de 2017, 12:00 | Delfín | 0:2 (0:1) (Global 2:6)                        | Emelec                    | Estadio Jocay, Manta                                   |                                                        |
|                                |        | FEF Reporte Ecuagol Reporte Soccerway Reporte | Preciado 45' · Angulo 64' | Asistencia: 11 800 espectadores Árbitro(s): Omar Ponce | Asistencia: 11 800 espectadores Árbitro(s): Omar Ponce |

- Emelec ganó 6 - 2 en el marcador global.

|                                       |
|                                       |
| Campeón Club Sport Emelec 14.º título |

### Clasificación a la Copa Sudamericana 2018
| Equipos                      | Vía de clasificación            |
| ---------------------------- | ------------------------------- |
| Liga Deportiva Universitaria | 8.° lugar de la tabla acumulada |
| Técnico Universitario        | Campeón Serie B 2017            |

#### Ida
| 13 de diciembre de 2017, 20:00 | Técnico Universitario | 1:2 (1:0)         | Liga de Quito                | Estadio Bellavista, Ambato                              |                                                         |
|                                | Armas 35' (pen.)      | Soccerway Reporte | Barcos 90' · Salaberry 90+3' | Asistencia: 13 800 espectadores Árbitro(s): Carlos Orbe | Asistencia: 13 800 espectadores Árbitro(s): Carlos Orbe |

#### Vuelta
| 17 de diciembre de 2017, 11:30 | Liga de Quito                  | 3:3 (2:0) (Global 5:4) | Técnico Universitario | Estadio Casa Blanca, Quito |                         |
|                                | Cevallos 14', 52' · Barcos 18' | Soccerway Reporte      | Renato 61', 70', 76'  | Árbitro(s): Luis Quiroz    | Árbitro(s): Luis Quiroz |

- Liga Deportiva Universitaria ganó la serie por un global de 5 - 4.

|                                                                               |
|                                                                               |
| Liga Deportiva Universitaria Clasificado a Copa Sudamericana 2018 (Ecuador 4) |

## Goleadores
| Pos. | Jugador         | Equipo                  | Goles | Partidos | Promedio | Minutos | Penalti |
| ---- | --------------- | ----------------------- | ----- | -------- | -------- | ------- | ------- |
| 1    | Hernán Barcos   | Liga de Quito           | 21    | 36       | 0.58     | 3033    | 2       |
| 2    | Jonathan Álvez  | Barcelona               | 20    | 39       | 0.51     | 2830    | 5       |
| 3    | Carlos Garcés   | Delfín                  | 19    | 35       | 0.54     | 2843    | 5       |
| 4    | Juan Dinenno    | Deportivo Cuenca        | 19    | 44       | 0.43     | 3806    | 1       |
| 5    | Juan Tévez      | Macará                  | 17    | 43       | 0.40     | 3601    | 5       |
| 6    | Michael Estrada | Independiente del Valle | 15    | 31       | 0.50     | 1852    | 2       |
| 7    | Bryan De Jesús  | El Nacional             | 15    | 36       | 0.42     | 2240    | 2       |
| 8    | Jhon Cifuente   | Universidad Católica    | 15    | 36       | 0.42     | 2950    | 3       |
| 9    | Ayrton Preciado | Emelec                  | 14    | 38       | 0.37     | 3333    | 2       |
| 10   | Billy Arce      | Independiente del Valle | 13    | 32       | 0.41     | 1834    | 1       |

### Tripletes, Pokers o más
- Actualizado el 17 de diciembre de 2017

| Fecha      | Jugador        | Goles           | Local     | Resultado | Visitante       |
| ---------- | -------------- | --------------- | --------- | --------- | --------------- |
| 04/03/2017 | Carlos Garcés  | 33' · 60' · 64' | Delfín    | 5 - 1     | Fuerza Amarilla |
| 09/06/2017 | Jonathan Álvez | 15' · 45' · 49' | Barcelona | 4 - 1     | Clan Juvenil    |

### Autogoles
- Actualizado el 26 de noviembre de 2017

| Jugador             | Equipo           | Autogoles | Contra                  |
| ------------------- | ---------------- | --------- | ----------------------- |
| Richard Schunke     | Deportivo Cuenca | 2         | Macará, Barcelona       |
| Luis Cangá          | Liga de Quito    | 1         | Delfín                  |
| Moisés Corozo       | Macará           | 1         | Delfín                  |
| Federico Alonso     | Fuerza Amarilla  | 1         | Independiente del Valle |
| Marco Montaño       | El Nacional      | 1         | Clan Juvenil            |
| Jhon Chancellor     | Delfín           | 1         | Liga de Quito           |
| Segundo Torres      | Clan Juvenil     | 1         | El Nacional             |
| Emiliano García     | Guayaquil City   | 1         | Clan Juvenil            |
| Santiago Mallitasig | Clan Juvenil     | 1         | Independiente del Valle |
| Brian Cucco         | Deportivo Cuenca | 1         | Universidad Católica    |
| Damián Frascarelli  | Guayaquil City   | 1         | El Nacional             |
| Beder Caicedo       | Barcelona        | 1         | Emelec                  |
| Christian Ramos     | Emelec           | 1         | Liga de Quito           |
| Henry Cangá         | Delfín           | 1         | Universidad Católica    |
| Javier Quiñónez     | El Nacional      | 1         | Emelec                  |

Hubo un total de 15 goles en contra en la temporada 2017

## Máximos asistentes
- Actualizado el 26 de noviembre de 2017

| Pos. | Jugador           | Equipo                  | Asistencias |
| ---- | ----------------- | ----------------------- | ----------- |
| 1    | Jacob Murillo     | Delfín                  | 12          |
| 2    | Efrén Mera        | Independiente del Valle | 11          |
| 3    | Ayrton Preciado   | Emelec                  | 10          |
| 4    | Marcos Mondaini   | Emelec                  | 8           |
| 5    | Carlos Garcés     | Delfín                  | 8           |
| 6    | Michael Estrada   | Independiente del Valle | 8           |
| 7    | Jonny Uchuari     | Deportivo Cuenca        | 7           |
| 8    | Matías Defederico | Universidad Católica    | 7           |
| 9    | Ronald Champang   | Macará                  | 7           |
| 10   | Márcos Cangá      | Delfín                  | 7           |